# DSP媒體
DSP Media（韓語：DSP 미디어）是由李皓延於1991年所創立的韓國娛樂公司。公司建立之初主要集中音樂製作及發行、藝人培訓及經營管理等領域。2005年，DSP媒體逐步向影視界發展，并多次投資及製作電視劇及電影等，成爲具有綜合性文化的娛樂公司。
旗下現有藝人包含KARD。旗下藝人曾包括水晶男孩、Fin.K.L.、SS501、KARA、Rainbow、A-JAX及APRIL等多組團體。
2022年1月26日，RBW正式收購DSP媒體，由RBW創辦人金鎮宇接任DSP媒體的公司代表。DSP媒體將保留原有廠牌，作為旗下子公司獨立經營。

## 歷史
- 1991年10月，Daesung企劃成立，由創辦人李皓延[註 1]一手打造當時紅極一時的組合「消防車」出現站台。
- 1999年2月，水晶男孩、Fin.K.L.等團體推出後，變更為DSP Entertainment。
- 2000年11月，男團水晶男孩解散，DSP遭調查稅金。
- 2004年3月，宣佈女團Fin.K.L.成員李孝利簽約香港英皇娛樂，由後者包辦公司海外工作[3]。
- 2005年6月，旗下五人男團SS501出道。
- 2006年3月，合併Hoshin Textile、更名DSP Ent.。
- 2006年11月6日，李孝利離開了自1998年出道以來就一直合作的所屬公司DSP Media，轉簽CJ-Mnet Media。
- 2007年3月，旗下四人女團KARA出道。
- 2008年2月，女團Kara成員成熙退出，加入荷拉及知英成為五人團體。
- 2008年9月，變更為現今名稱DSP Media。
- 2009年11月，旗下七人女團Rainbow出道。
- 2010年3月，創辦人李皓延中風入院。
- 2010年4月，李皓延傳出病危，李妻成為公司實質負責人，李皓延成為獨立理事。
- 2010年6月，男團SS501與之合約到期，不續約。
- 2011年1月，李皓延退出DSP經營管理職務。同月19日，KARA成員昇延、妮可、知英要求與公司解約。
- 2011年4月，KARA合約訴訟已於29日結束，三人繼續以KARA成員活動。
- 2011年11月，「DSP media magazine COLORFUL」30日首發，每年發行四冊。
- 2012年4月，旗下七人男子組合A-JAX出道。
- 2014年1月，女團KARA成員鄭龍珠與之合約到期，不續約。
- 2014年4月，女團KARA成員姜知英與之合約到期，不續約。
- 2014年7月，女團KARA透過節目《KARA PROJECT-KARA The Beginning》，加入齡智成為新成員，團體人數增至四人。
- 2015年8月，旗下六人女團APRIL出道。
- 2015年11月，女團APRIL隊長昭珉退出組合，現為KARD成員。
- 2016年1月，男團A-JAX成員成民退出組合，改以個人Rapper身份出道。
- 2016年1月，女團KARA成員奎利、昇延、荷拉於月底約滿，三人皆不續約，只有齡智因為尚有合約，仍然留在DSP Media，團體活動暫停。
- 2016年2月，男團A-JAX成員智厚、在亨退出組合，智厚繼續留守DSP，在亨則決定解約，並加入新成員重熙。
- 2016年10月，女團APRIL成員玹珠退出組合，不過現時仍為DSP旗下演員，並加入新成員彩暻、Rachel。
- 2016年11月，女團Rainbow全體成員合約到期，七人皆不續約宣布解散。
- 2016年12月，旗下四人男女混聲團體KARD，首位隱藏成員為KARA成員許齡智，於2017年7月19日正式出道。
- 2018年2月，女團APRIL成員娜恩、真率組成首組子團，於7日推出新曲《My Story (내이야기)》。
- 2018年2月，被稱為第1代韓國經紀公司創始人的DSP媒體創辦人李皓延於2010年出現腦溢血症狀以來，長期與病痛抗爭，因病情惡化於2月14日凌晨離世，享壽64歲。
- 2019年3月，男團A-JAX全體成員約滿，A-JAX宣布解散。
- 2021年3月，旗下七人男子組合MIRAE出道。
- 2022年1月，被RBW收購，將以旗下子公司名義獨立經營。
- 2022年1月，女團APRIL宣布解散。
- 2022年12月，宣布收購民謠廠牌Goodfellas娛樂，旗下藝人將全數加入DSP，而代表閔明基則將出任DSP媒體的總製作人。[4]
- 2023年6月，DSP宣布將Jikim娛樂與Urban Works的演員經紀業務併入旗下演員事業部，由原Jikim代表金振日出任負責人。[5]同月，搬遷至位於廣津區的新址。
- 2024年7月9日，宣佈與旗下團體MIRAE成員經過長時間的考慮和討論，決定終止團體活動。團體解散後，孫東杓將留在公司，繼續他的個人活動。[6]

## 旗下藝人

### 組合
- 粗斜體為隊長。

| 出道年份 | 組合名稱    | 類型      | 成員                                                                        | 粉絲名稱    | 備註                |
| -------- | ----------- | --------- | --------------------------------------------------------------------------- | ----------- | ------------------- |
| 2005年   | Gavy NJ     | 女子 聲樂 |                                                                             |             | 2022年加入^         |
| 2017年   | KARD        | 混合 唱跳 | J.Seph、BM、全昭珉、全志佑                                                  | HIDDEN KARD |                     |
| 2020年   | BABY BLUE   | 女子 聲樂 | Jinaon (지나온)、Do Ayun (도아윤)                                           |             | 2022年加入a         |
| 2023年   | YOUNG POSSE | 女子 唱跳 | Sunhye (선혜)、Yeonjung (연정)、 Jiana (지아나)、Doeun (도은)、Jieun (지은) |             | 與Beats娛樂共同製作 |

### 歌手
| 女 - 安叡垠 (안예은)（2023年加入） - 金宥娜 (김유나)（2024年加入b） - OYEON (오연)（2024年加入b） | 男 - BM（KARD成員） - 李振載 (이진재)（2022年加入a） - H:CODE (에이치코드)（2024年加入b） - 孫東杓（前MIRAE成員） - RAVN (레이븐)（2025年加入） |

### 作曲家
- 閔明基 (민명기)a - 總製作人
- 李錫柱 (이석주)a - 所屬製作人
- 李柔理 (이율이)a - 所屬作曲家

[a]^  原Goodfellas娛樂所屬 

[b]^  原CREATIVUS所屬

### 演員
- 李芝玹
- 李亨勳 (이형훈)
- 安瑞賢
- 李序英
- 朱賢 ()
- 黃京河 (황경하)
- 韓悌伊 (한제이)
- 金彩元 (김채원)

※ 按入社順序排列

## 已離開藝人

### 组合
| - 消防車（1987-1996） - ZAM（1992-1995） - MUE（1993-1999） - Coco（1994-1995） - IDOL（1995-1997） - MOUNTAIN（1996-1997） - 水晶男孩（1997-2000，於2016年與YG娛樂簽約，重啓團體活動） - Fin.K.L（1998-2002，單飛不解散） - Click-B（1999-2006） - 金泰亨（1999-2006） - 禹然皙（1999-2006） - 金相赫（1999-2006） - 夏賢坤（1999-2006） - 劉昊奭（1999-2006） - 盧敏赫（1999-2006） - 2shai（2004-2006） - SS501（2005-2010，單飛不解散） - KARA（2007-2016，單飛不解散） - 奎利（2007-2016） - 昇延（2007-2016） - 成熙（2007-2008） - 荷拉（歿）（2008-2016） - 妮可（2007-2014） - 知英（2008-2014） - 齡智（2014-2024） - MIRAE（2021-2024） - LIEN、埈赫、道炫、KHAEL、視營、有賓（2021-2024） | - A'st1（2008-2009） - Rainbow（2009-2016） - PURETTY（2012-2014） - 柳慧仁（2012-2014） - 在恩（2012-2014） - A-JAX（2012-2019） - 徐在亨（2012-2016） - 文智厚（2012-2016） - 朴成民（2012-2016） - 金導慪（2012-2019） - 孟允永（2012-2019） - 咸升辰（2012-2019） - 李承燁（2012-2019） - 趙重熙（2016-2019） - APRIL（2015-2022） - 李玹珠（2015-2021） - 金採媛（2015-2022） - 梁睿娜（2015-2022） - 尹彩暻（2015-2022） - 李娜恩（2015-2022） - Rachel（2016-2023，改由母公司RBW管理） |

| - SS301（2008-2010，於2016年與CI娛樂簽約，重啓團體活動） - Rainbow Pixie（2012-2016） - Rainbow BLAXX（2014-2016） | - Leeds（1999-2000） - May Bee（2006-2008） - 安善夏（2007-2008） - Kasper（2016-2018） |

### 演員
- 吳賢慶
- 李本
- 金奎珉（朝鲜语：김규민 (배우)）
- 趙雅羅
- 趙明雲
- 柳池善
- 白承道
- 朴鍾燦[9]
- 朴鍾爀[9]
- 宋燦益
- 曹時倫（朝鲜语：조시윤）
- 崔陪榮
- 吳鐘赫
- 李中玉
- 吳惠媛
- 鄭藝珍（朝鲜语：정예진）
- 尹正勳
- 金民（2023-）[10]
- 勝泰（朝鲜语：성태 (배우)）

### 練習生
| - 李東玉（前DNT預備成員） - 具惠善 - 起光（HIGHLIGHT） - 李知勳 - 宰孝（Block B） - 李厚（ZE:A） - 孫淡妃 - 泫京（前i Me成員） - NS允智（Rainbow預備成員） - 洪真英 - 黃博勁（A-JAX預備成員） - 朴加真（i-13、JQT、S the One） - 韓奎萬（SS501預備成員） - 禹惠美（Kara預備成員） - 是炫（SPICA） - 姜敏熙（Miss $） - Sun（M.A.P 6） - I-ONE - 鮮珠雅 - 李智勳 - 李準模（本在導演組練習） - 孫有知（前Baby Kara、Apple.B成員，現為女團3YE隊長） - 安素真（已逝，前Baby Kara成員） - Sowon（前GFRIEND成員） | - 智秀（前Lovelyz） - 瑟美 - 徐克心（前Kara預備成員） - 白世熙（七學年一班，前Rainbow預備成員） - 李主儐（前譯李珠彬，前Rainbow預備成員） - 閔知睿（又譯作閔智慧，前Rainbow預備成員） - 李允智（前CHI CHI成員，前Kara預備成員） - 依羅（前Berry Good成員） - 連卿（前The SeeYa、F-VE DOLLS成員） - 劉持岸（IN2IT） - 蔡昊哲（少年24參賽者） - 尹智聖（前Wanna One） - 姜丹尼爾（前Wanna One） - 金太俊（LUCENTE） - 曹勇根（D1CE） - 朴洮儁（The Rose） - 朴泰彬（前BLK） - Daisy（前MOMOLAND） - Juniel - 柱延（THE BOYZ） - 火朗（前TEMPEST成員，MIRAE預備成員） - 姜大賢（New ID） |

## 製作影視項目
| 娛樂節目 - KBS 1TV 美好過度，運動本部 - KBS 1TV 家族遊樂場 - KBS 2TV 朴秀洪崔正元的餘裕滿滿 - KBS 2TV 經濟維他命 - KBS 2TV 坊坊曲曲 - KBS 2TV Big Mama - KBS 2TV WOW 話題和現場 - KBS N 游擊 24時 卡拉OK - KBS N sports 踢吧 Striker 2 - KBS N sports 踢吧 Striker 3 - KBS joy 李昌明的死生決斷 | 電視劇 - SBS 三葉草 - SBS 淵蓋蘇文 - SBS 幸福女人花 - SBS My Girl - SBS 開朗醫生奉達熙 - SBS 不良情侶 電影 - 那男子的書第198頁 - 緊急措施19號 |

## 相關娛樂公司
B2M娛樂（韓語：비투엠엔터테인먼트）
總代表吉鐘華（前DSP Entertainment企劃室長、DSP媒體理事），曾擔任Fin.K.L、水晶男孩、SS501、KARA經紀人。現今公司曾有Eric Nam和SS501成員金奎鐘、SPICA、妮可（前Kara成員）等。

## 外部連結
DSP媒體
- DSP媒體韓國官方網站 
- DSP媒體日本官方網站 （日語）
- DSP媒體的X（前Twitter） 
- DSP媒體的Facebook專頁 
- DSP媒體的新浪微博 （中文）
- DSP媒體的VLIVE頻道（页面存档备份，存于）
- DSP媒體的NAVER TV（页面存档备份，存于）
- YouTube上的DSP媒體頻道
- DSP媒體演員部的Instagram帳戶
- DSP媒體歌手部的Instagram帳戶

DSP媒體練習生
- DSP新苗s的DAUM CAFE（页面存档备份，存于）
- DSP N的X（前Twitter）
- DSP N的VLIVE頻道（页面存档备份，存于）
- YouTube上的DSP N頻道